# Desinfección solar del agua

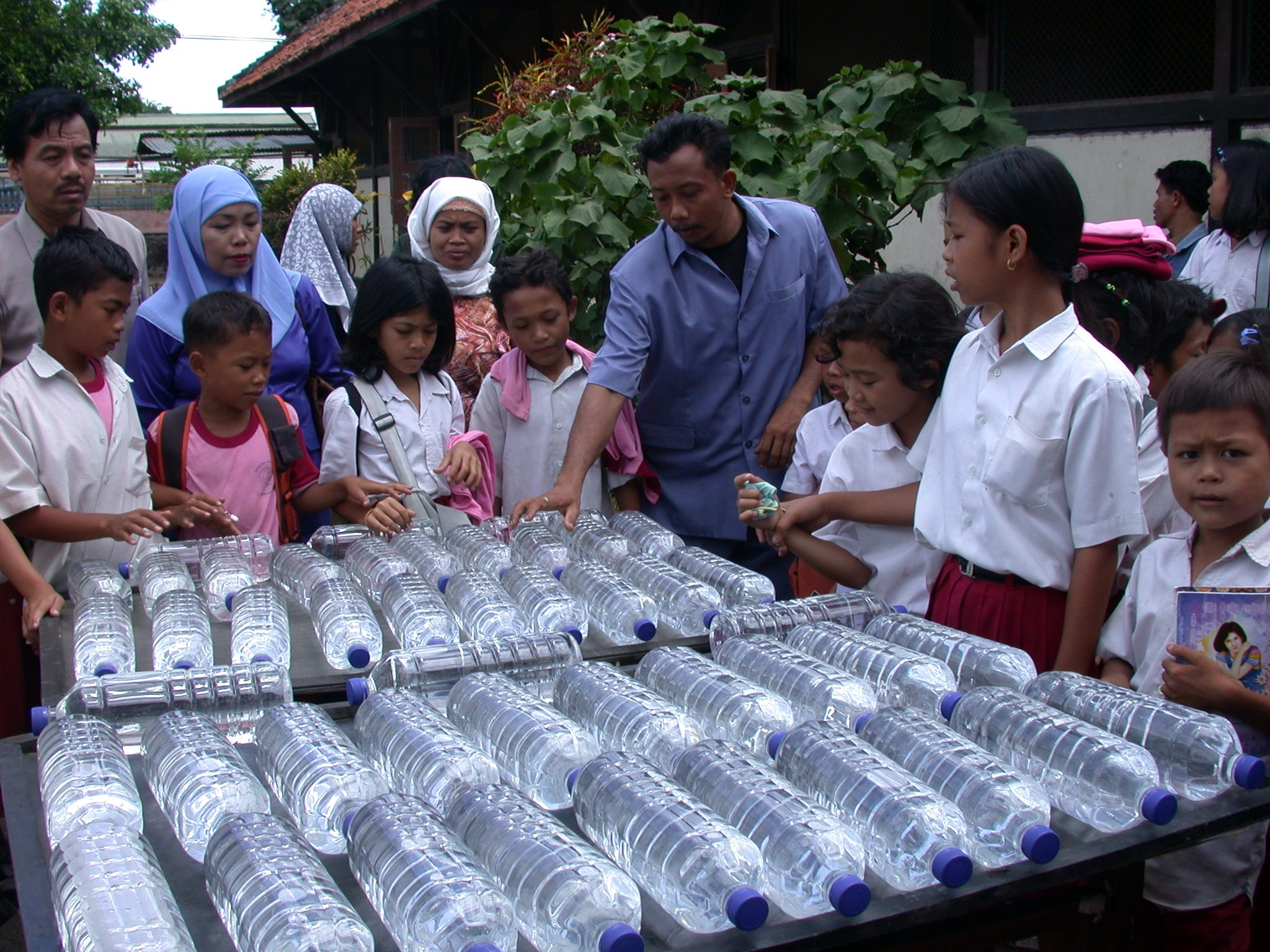
Aplicación de la desinfección solar del agua en Indonesia utilizando botellas de plástico transparente de tereftalato de polietileno (PET) para bebidas

La llamada desinfección solar del agua (en inglés solar water disinfection o SODIS) es un método para desinfectar el agua exponiéndola solo a luz del sol en botellas transparentes de cristal adecuadas. El SODIS es un método barato y eficaz para el tratamiento descentralizado de agua, por lo general aplicado en el ámbito doméstico. Es recomendado por la Organización Mundial de la Salud como un método viable para tratamiento de agua en el hogar y almacenamiento seguro. El SODIS se aplica ya en numerosos países en vías de desarrollo.
No debe confundire la exposición del agua para su desinfección con la exposición o solarización del agua para conferirle propiedades no respaldadas por la ciencia, como cambios en la viscosidad o transferencia de energía que pueda repercutir en la vitalidad de la persona que la toma. La solarización del agua no produce cambios significativos en la calidad del agua aparte de la neutralización de patógenos.

## Principio
La exposición a la luz del sol ha sido demostrada para desactivar organismos que causan diarrea en el agua potable contaminada. Se cree que tres efectos de la radiación solar contribuyen a la inactivación de organismos patógenos:
- El UV-A interfiere directamente con el metabolismo bacteriano y destruye las estructuras de microorganismos
- El UV-A (longitud de onda 320-400 nm) reacciona con el oxígeno disuelto en el agua y produce formas muy reactivas de oxígeno (oxígeno que liberan a radicales y aguas oxigenadas), que destruyen también patógenos.
- La radiación infrarroja calienta el agua impidiendo el crecimiento de microorganismos.

## Las pautas para la aplicación en usos domésticos
- Con el agua de fuentes contaminadas se llenan botellas transparentes con agua. Para la saturación de oxígeno, las botellas pueden estar llenas tres cuartos, entonces se agitan durante 20 segundos, y después se llenan completamente. El agua muy turbia (turbidez más alta de 30 NTU) debe ser filtrada antes de la exposición a la luz del sol.
- Las botellas llenas son expuestas entonces al sol. Los mejores efectos de temperaturas pueden ser conseguidos si las botellas son colocadas en una azotea acanalada comparando con azoteas cubiertas con paja.
- El agua tratada puede ser consumida. El riesgo de nueva contaminación puede ser minimizado si el agua es almacenada en las botellas. El agua debería ser consumida directamente de la botella o vertida en tazas de bebida limpias. Rellenar y el almacenaje en otros contenedores aumentan el riesgo de contaminación.

## Aplicaciones
El SODIS es un método eficaz para tratar el agua donde el combustible o las cocinas no están disponibles o son prohibitivamente caros. Incluso donde el combustible sea disponible, SODIS es una opción más económica y ambientalmente menos agresiva. La aplicación de SODIS es limitada si no hay bastantes botellas disponibles, o si el agua es muy turbia.
En teoría, el método podría ser usado en alivio de desastre o campamentos de refugiados. Sin embargo, el suministro de botellas puede ser más difícil que el suministro de la desinfección equivalente de pastillas que contienen cloro, bromo, o yodo. Además, en algunas circunstancias, puede ser difícil garantizar que el agua será dejada al sol el tiempo necesario.
Existen otros métodos para tratamiento de agua de casa y almacenaje seguro, p.ej. la desinfección con cloro, procedimientos de filtración diferentes o floculación/desinfección. La selección del método adecuado debería estar basada en los criterios de eficacia, el tratamiento junto a otros tipos de la contaminación (turbiedad, contaminadores químicos), gastos de tratamiento, entrada de trabajo y conveniencia, y preferencia del usuario.

## Precauciones
Si las botellas de agua no son dejadas en el sol durante tiempo apropiado, el agua puede no ser segura para beber y podría causar enfermedad. Si la luz del sol es menos fuerte, debido al tiempo nublado o un clima menos soleado, será necesario un tiempo de exposición más largo al sol.
Las siguientes cuestiones también deberían ser consideradas:
- Material de botella: Algún cristal o los materiales de cloruro de polivinilo pueden impedir a la luz ultravioleta alcanzar el agua. Las botellas comercialmente disponibles hechas de Politereftalato de etileno se recomiendan. El manejo es mucho más conveniente en caso de botellas adecuadas. El policarbonato bloquea todo UVA y rayos UVB, y por lo tanto no debería usarse.
- Envejecido de botellas plásticas: la eficacia de SODIS depende del estado físico de las botellas plásticas, con rasguños y otros signos en las paredes que reduce la eficacia de SODIS. Las botellas muy rasguñadas o viejas, deberían ser sustituidas por otras más modernas.
- Forma de contenedores: la intensidad de la radiación UV disminuye rápidamente con la profundidad de agua creciente. En una profundidad de agua de los 10 cm y la turbidez moderada de 26 NTU, la radiación de UV-A se reduce al 50 %. Las botellas de refresco normales están a menudo fácilmente disponibles y son más prácticas para la aplicación SODIS.
- Oxígeno: la luz del sol produce formas muy reactivas de oxígeno (el oxígeno libera radicales y aguas oxigenadas) en el agua. Estas moléculas reactivas contribuyen en el proceso de destrucción de los microorganismos. En condiciones normales (ríos, calas, pozos, estanques, grifo) el agua contiene el oxígeno suficiente (Oxígeno de más de 3 mg. por litro) y no tiene que ser ventilada antes de la aplicación de SODIS.
- Lixiviación de material de botella: hubo alguna preocupación por la pregunta si el plástico de contenedores puede liberar productos químicos o componentes tóxicos en el agua, un proceso posiblemente acelerado por el calor. Los Laboratorios Federales suizos para Pruebas de Materiales e Investigación han examinado la difusión de adipates y phthalates (DEHA y DEHP) de botellas normales nuevas y reutilizadas en el agua durante la exposición solar. Los niveles de concentración encontrados en el agua después de una exposición solar de 17 horas a 60 °C el agua estaban muy por debajo de los valores indicados por la OMS para el agua potable y en la misma magnitud que las concentraciones de phthalate y adipate generalmente encontrados en el agua del grifo de alta calidad. Las preocupaciones por el uso general de botellas corrientes también fueron expresadas después de que un informe publicado por investigadores de la Universidad de Heidelberg en el antimonio liberado de botellas normales para los refrescos y agua mineral almacenadas más de varios meses en supermercados.

Sin embargo, las concentraciones de antimonio encontradas en las botellas son de órdenes de magnitud bajo WHO y pautas nacionales para concentraciones de antimonio en el agua potable. Además, el agua de SODIS no es almacenada durante tales períodos largos en las botellas.

## Impacto de salud, reducción de diarrea
Ha sido mostrado esto el método SODIS (y otros métodos del tratamiento de agua de casa) puede eliminar con eficacia la contaminación patógena del agua. Sin embargo, las enfermedades infecciosas también son transmitidas por otros caminos, es decir debido a una carencia general de saneamiento e higiene. Los estudios en la reducción de diarrea entre usuarios SODIS muestran valores de reducción del 30-80 %.
El SODIS también ha sido aplicado en varias comunidades en Brasil, uno de ellos siendo Prainha do Canto Verde al norte de Fortaleza. Allí, los aldeanos han estado purificando su agua con el método SODIS. Es completamente acertado, sobre todo ya que la temperatura durante el día puede ir más allá de 40 °C (100 °F) y hay una cantidad limitada de la sombra.

## Uso a nivel mundial
Desde 2001 el método SODIS ha sido implementado y ensayado en más de 30 países. Un proyecto de cooperación entre EAWAG y Helvetas Swiss Intercooperación ha logrado crear y apoyar proyectos de agua segura en más de 26 países. Actualmente 2 millones de personas beneficiaron del método SODIS. Se demostró que agua contaminado por bacterias fecales se puede beber sin riesgos después del tratamiento.
Proyectos de SODIS se financian y se ejecutan entre otros por SOLAQUA-Stiftung, Fundación Sodis, Aktion Sodis, Helvetas Swiss Intercooperación, diversos clubs de Leones, Rotary Clubs, Migros y Michel Comte Water Foundation.